# John Souttar
John Souttar (25 september 1996) is een Schots voetballer die voor Dundee United speelt. Hij is een broer van Harry Souttar.
Op 2 januari 2013 maakte Souttar zijn debuut voor Dundee United tegen Aberdeen in de Scottish Premier League in de leeftijd van 16 jaar en 99 dagen.